# Verlässlich geöffnete Kirche

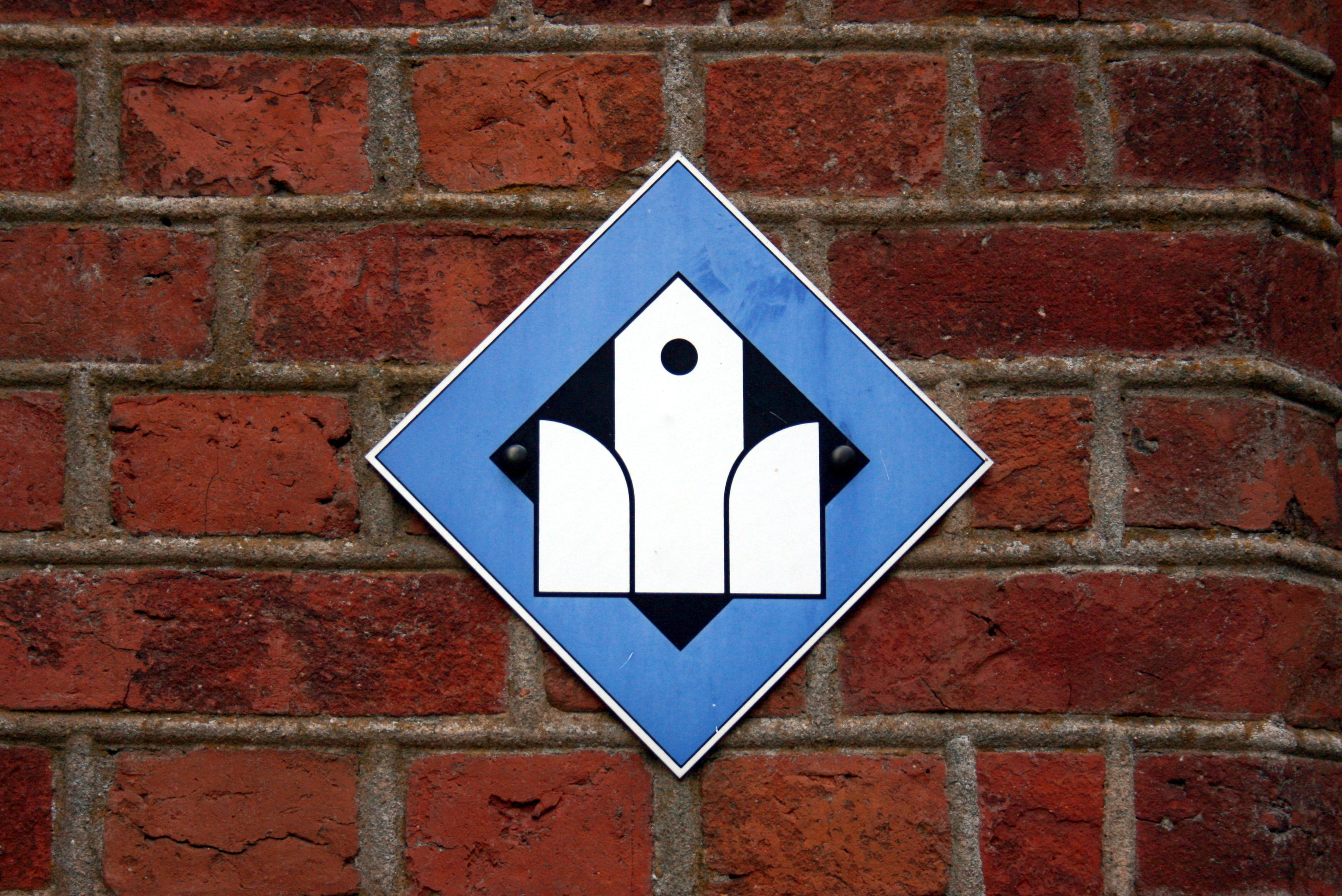
Signet Verlässlich geöffnete Kirche

Das Signet „Verlässlich geöffnete Kirche“ ist die Kennzeichnung für evangelische Kirchen, die auch außerhalb der Gottesdienstzeiten für Besucher zugänglich sind.

## Hintergrund

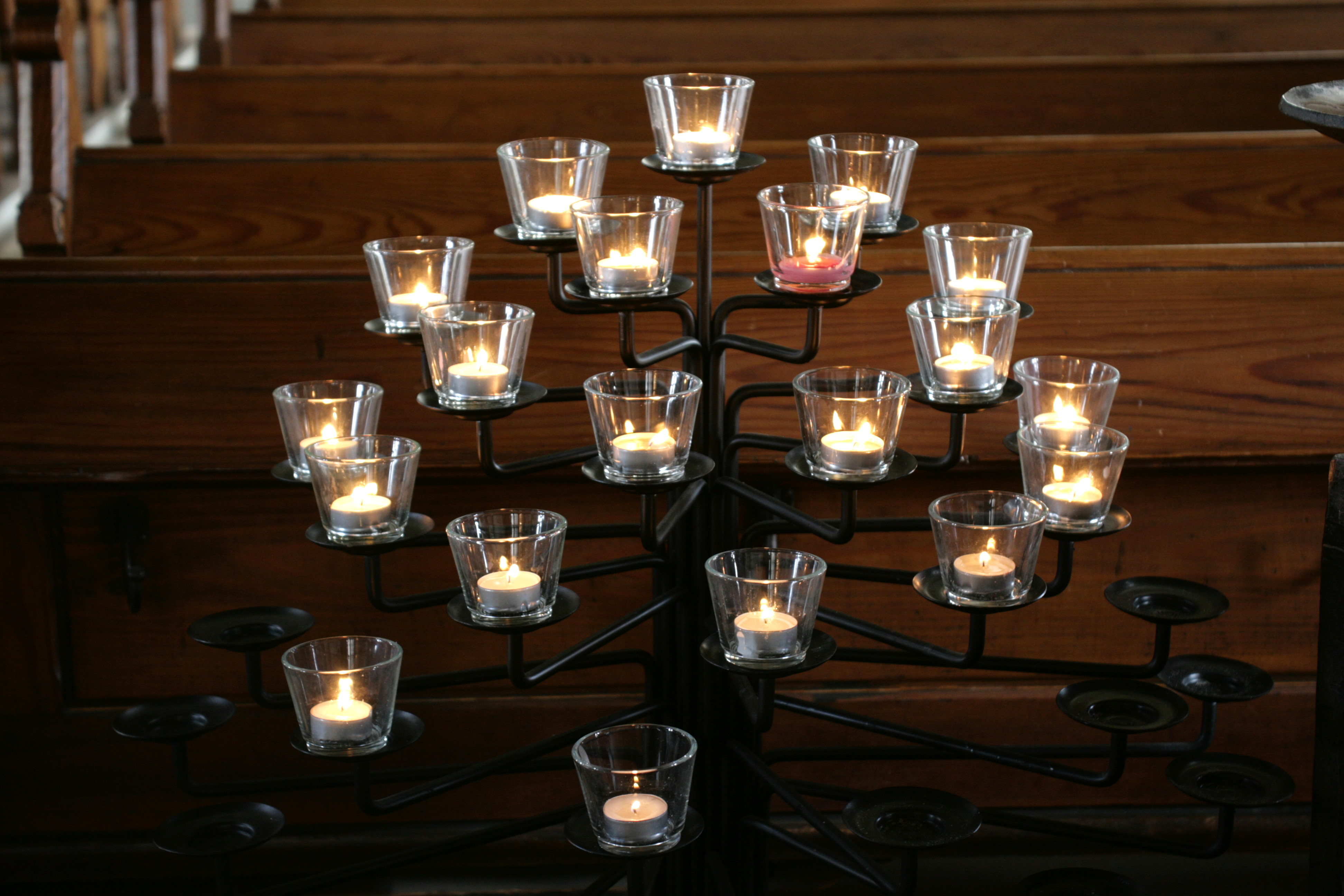
Gebetskerzen in einer verlässlich geöffneten Kirche (Evangelische Kirche Heven)

Die reformatorischen Konfessionen betrachteten den Kirchenraum nur unter funktionalen Gesichtspunkten. Die Kirche war ein Raum für den Gottesdienst, zu allen anderen Zeiten war es den Gläubigen geboten, an jedem Ort Gott zu suchen und zu ihm zu beten. Es war verpönt und galt als „katholisch“, die Kirche als sakralen Raum zu betrachten.
Im Gegensatz dazu standen katholische Kirchen immer für Anbetung und Andacht offen.
Am Ende des 20. Jahrhunderts veränderte sich die Wahrnehmung. Immer häufiger wurden Stimmen laut, die wünschten, dass Kirchen auch außerhalb der Gottesdienstzeiten geöffnet würden. Die Evangelische Kirche in Deutschland initiierte Untersuchungen wie die Studie Fremde Heimat Kirche, um herauszufinden, auf welche Weise Menschen besser erreicht werden können.
Gleichzeitig wurde verstärkt Wert auf den Bereich „Kirche und Tourismus“ gelegt. Der Fachausschuss Kirchen- und Klostertourismus in der Landeskirche Hannovers begann, Standards für „verlässlich geöffnete Kirchen“ zu entwickeln, um, zunächst vor allem in Touristengebieten, auch „anonymen Kirchenbesuchern“ die Möglichkeit zum Besuch von Kirchen zu geben. Etwa zu gleicher Zeit entstand das Projekt „Citykirche“.

## Signet
1999 schrieb die Landeskirche einen Ideenwettbewerb aus, um ein Hinweisschild zu gestalten; das heutige Signet der Grafikerin Petra Hille-Dallmeyer aus Oyten wurde unter vier Vorschlägen von einer Jury aus Kirche, Tourismus und ADAC ausgewählt.
Im Mai 2000 wurden die ersten 75 Signets an Kirchengemeinden in der Lüneburger Heide verliehen. Der damalige Landessuperintendent Hans-Hermann Jantzen, Schirmherr des Projekts, betonte in einem Gottesdienst in der Lüneburger St. Johanniskirche: „Wir öffnen unsere Kirchen nicht als Museum. Sie sind Orte der Besinnung und Begegnung, geistlich geprägte Räume, in denen lebendige Gemeinden leben.“
Nachdem, entgegen Befürchtungen wegen Vandalismus oder Diebstahl, über mehrere Jahre nur gute Erfahrungen mit der Öffnung der Kirchen gemacht wurden, schlossen sich immer mehr Gemeinden dem Projekt an und auch andere Landeskirchen führten das Signet ein.
Mittlerweile ist es in 14 von 20 deutschen Landeskirchen bekannt.

## Projekt
Die geöffneten Kirchen sollen „Raststätten für die Seele“, Oasen der Ruhe für müde Großstadtmenschen, Orte der Besinnung und Begegnung mit Gott und Menschen, Zwischenstationen für Radfahrer oder Wanderer sein.
Standards für eine kostenlose Verleihung des Signets:
- Die Kirche ist in der Regel vom 1. April bis 30. September geöffnet.
- Die Kirche ist regelmäßig an mindestens fünf Tagen pro Woche je vier Stunden geöffnet.
- In der Kirche liegen Informationen über dieselbe und das Leben der Gemeinde aus.
- Die Kirche wird in einem einladend geordneten Zustand gehalten.[5]